# Nélida Madelaire
Nélida María Krijanovsky de Madelaire (n. Santa Inés, Garupá, Misiones; 5 de agosto de 1944) es una periodista, docente y empresaria argentina.

## Biografía

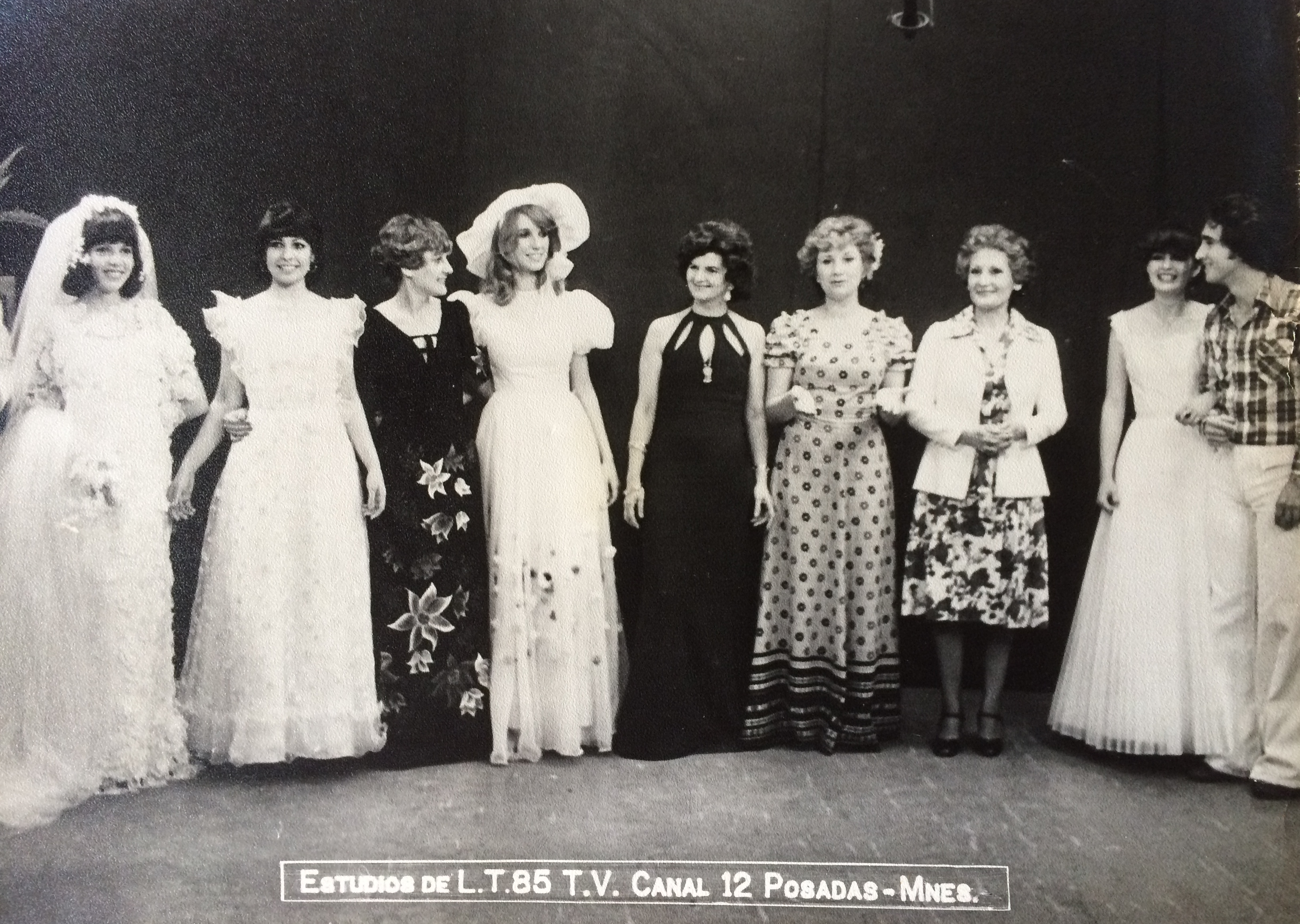
Foto del Estudio del Programa Telehogar (1978) en el Canal 12 de Posadas, Misiones, Argentina. En el centro (de negro) la Sra Jadwiga Krzykowski - Yaya - y a su derecha la Sra Nelida Madelaire.

Nació en la Estancia Santa Inés, antiguo establecimiento yerbatero de Don Pedro Núñez, cerca de Garupá, donde realizó sus estudios primarios. Por décadas se desempeñó como maestra normal nacional y profesora de Literatura y Castellano en varios establecimientos posadeños del nivel medio.
Contrajo matrimonio con el periodista Carlos Madelaire con el cual tuvo tres hijos.
Ingresó a los medios masivos de comunicación en 1963 en LT4 Radio Misiones, en el programa "Las Tardes del Arco Iris" junto a los periodistas Pepe Arrúa y Núñez Miñana. En este medio obtuvo la licencia de Locutora Nacional.
Inició su carrera televisiva en Ultravox TV Canal 2 de cable a fines de los ´60 (ya desaparecido). Al crearse el Canal 12 LT85 de televisión abierta crea el programa Telehogar en 1972. Este programa aún continúa emitiéndose después de 40 años en forma ininterrumpida.
Su programa se ha catalogado como un archivo histórico provincial por donde transitaron personajes y sucesos políticos, sociales, culturales, educativos, deportivos, moda y entretenimientos ya sea a nivel provincial, nacional e internacional.
Durante dos décadas en la moda fue acompañada por Yaya máximo exponente de la moda de alta costura en todo el nordeste de Argentina.
Alterna su actividad televisiva con la empresarial, realizando desfiles de moda transmitidos desde el centro de la ciudad por donde pasaron modelos nacionales y numerosas reinas y bellezas provinciales.

## Premios
Nélida recibió numerosos reconocimientos a su trayectoria:
- Premio Santa Clara de Asís-
- Premio Andrés Guazurarí
- Premio Soles de Guaynamérica
- Premio Estrella 2009
- Premio Rotary Club Norte 2009
- Premio Martín Fierro a la trayectoria como conductora del Interior del País 2010, otorgado por la Asociación de Periodistas de la Televisión y la Radiofonía Argentinas - APTRA.